# Ecphantus
Ecphantus is een geslacht van rechtvleugeligen uit de familie veldsprinkhanen (Acrididae). De wetenschappelijke naam van dit geslacht is voor het eerst geldig gepubliceerd in 1878 door Stål.

## Soorten
Het geslacht Ecphantus  is monotypisch en omvat slechts de volgende soort:
- Ecphantus quadrilobus (Stål, 1878)